# Ana Arabia
Ana Arabia (אנה ערביה) è un film del 2013 diretto da Amos Gitai. Esso è stato girato in un unico piano sequenza.

## Trama
Yael, una giovane giornalista, entra in un piccolo quartiere tra Giaffa e Bat Yam dove è da poco morta Hanna "Siam" Klibanov, una sopravvissuta di Auschwitz che, dopo la guerra, è emigrata in Israele e ha sposato Yussuf, un arabo. Yael inizia così a intervistare i parenti e gli amici di Siam, scoprendo molte cose su di lei e sulla vita che fanno arabi ed ebrei in quel quartiere.

## Distribuzione
Il film è stato presentato in concorso al 70º Festival di Venezia, dove è uscito il 2 settembre 2013, e la prima in Israele è avvenuta il 13 ottobre dello stesso anno. Nelle sale italiane è uscito il 29 maggio 2014.

## Premi
- Green Drop Award, 70º Festival di Venezia